# Britzelmayria
Britzelmayria is een geslacht van schimmels behorend tot de familie Psathyrellaceae. De typesoort is Britzelmayria supernula.

## Soorten
Volgens Index Fungorum telt het geslacht in totaal twee soorten (peildatum september 2023):
| Soortnaam                                    | Auteur(s)                         | Publicatiejaar |
| -------------------------------------------- | --------------------------------- | -------------- |
| Britzelmayria multipedata (Bundelfranjehoed) | (Peck) D. Wächt. & A. Melzer      | 2020           |
| Britzelmayria supernula (Stinkfranjehoed)    | (Britzelm.) D. Wächt. & A. Melzer | 2020           |